# 普伊罗克洛尔
普伊罗克洛尔（法語：Pouy-Roquelaure，法語發音：[pwi ʁɔkloʁ]）是法国热尔省的一个市镇，位于该省北部，属于孔东区和热尔洛马涅市镇公共社区。

## 地理
普伊罗克洛尔（44°2'13"N, 0°31'8"E）面积11.04 平方千米，位于法国奧克西塔尼大區热尔省，该省份为法国西南部内陆省份，北起顺时针与洛特-加龙省、塔恩-加龙省、上加龙省、上比利牛斯省、大西洋比利牛斯省和朗德省接壤。
与普伊罗克洛尔接壤的市镇（或旧市镇、城区）包括：拉蒙茹瓦、贝拉克、加佐普伊、利加德、拉罗米约、圣梅扎尔。
普伊罗克洛尔的时区为UTC+01:00、UTC+02:00（夏令时）。

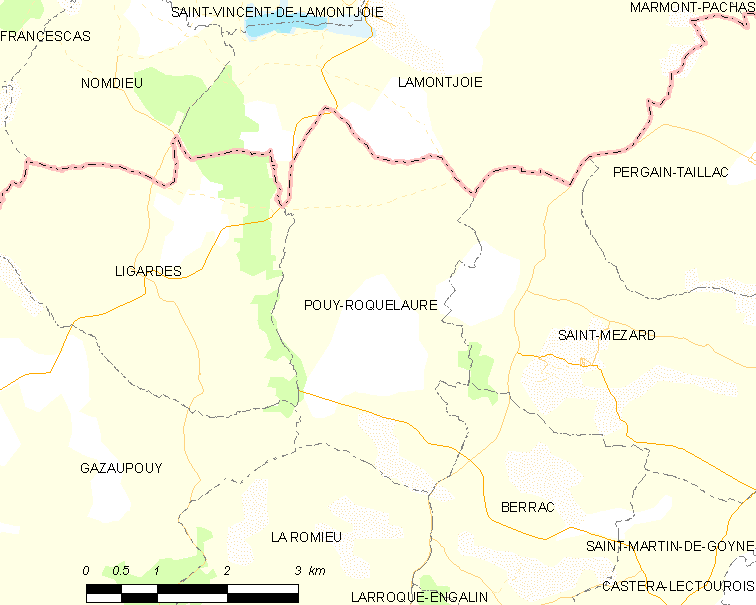
普伊罗克洛尔的OSM定位图

## 行政
普伊罗克洛尔的邮政编码为32480，INSEE市镇编码为32328。

## 政治
普伊罗克洛尔所属的省级选区为莱克图尔-洛马涅县。

## 交通
热尔省省道D36线和D259线经过普伊罗克洛尔境内。

## 人口

1962-2008年间普伊罗克洛尔人口变化图示

普伊罗克洛尔于2022年1月1日时的人口数量为115人。